# Confederação Asiática de Futebol
A Confederação Asiática de Futebol (AFC) (em inglês: Asian Football Confederation) é o órgão governante do futebol, futebol de praia e futsal na maioria dos países e territórios da Ásia. A AFC foi formada em 1954 e conta com 47 membros. A Confederação Asiática de Futebol Feminino (ALFC) era a seção da AFC responsável pelo futebol feminino na Ásia. O grupo foi fundado de forma independente em abril de 1968, em uma reunião que contou com a participação de Taiwan, Hong Kong, Malásia e Singapura. Em 1986, a ALFC se fundiu com a AFC.

## História
A Confederação Asiática de Futebol, mais conhecida pelo acrônimo AFC, é a entidade oficial responsável por organizar as competições internacionais de futebol no continente asiático. Atualmente, está sediada na cidade de Kuala Lumpur, na Malásia. As suas principais competições são: para os clubes a Liga dos Campeões da AFC — que atualmente qualifica o campeão para disputar a Copa do Mundo de Clubes da FIFA; e para as seleções nacionais a Copa da Ásia.
Foi fundada no dia 8 de maio de 1954, em Manila, nas Filipinas. Já organizou as competições: Campeonato Asiático de Clubes (competição de maior importância para os clubes asiáticos enquanto foi realizada: atualmente, a principal competição é chamada de Liga dos Campeões da AFC); Recopa Asiática ou Copa Asiática dos Vencedores das Copas (competição de segunda importância na Ásia, sua importância é similar à Copa Sul-Americana para os clubes da CONMEBOL ou à Liga Europa da UEFA para os clubes da UEFA) e a Supercopa Asiática (competição que envolvia o campeão do Campeonato Asiático de Clubes contra o campeão da Recopa Asiática, é similar à Recopa Sul-Americana da CONMEBOL ou à Supercopa da UEFA da UEFA — competições de terceira importância para os clubes, envolvem os campeões das competições de primeira e segunda importância).
A partir de 2 de março de 2002, juntou as competições: Campeonato Asiático de Clubes, Recopa Asiática e a Supercopa Asiática (competições de primeira, segunda e terceira importância respectivamente) para formar a atual Liga dos Campeões da Ásia.
No ano de 2004, a Liga dos Campeões da Ásia não foi realizada por causa da epidemia do vírus SARS no continente asiático.

## Membros
A AFC possui 47 associações membros divididas em cinco subregiões: Central (quatro países da Ásia Central soviética, além do Afeganistão e Irã), Leste (oito países do Ásia Oriental e dois territórios da Micronésia: Guam e as Ilhas Marianas Setentrionais), Sul (cinco países no Subcontinente Indiano, além de Maldivas e Sri Lanka), Sudeste (dez países da ASEAN, além da Austrália e Timor-Leste) e Oeste (doze países árabes). Afeganistão, Birmânia (Myanmar), República da China, Hong Kong, Índia, Indonésia, Israel, Japão, Paquistão, Filipinas, Singapura, Coreia do Sul e Vietnã foram os membros fundadores.

### AFF(12)
- Austrália
- Brunei
- Camboja
- Indonésia
- Laos
- Malásia
- Myanmar
- Filipinas
- Singapura
- Tailândia
- Timor-Leste
- Vietnã

### CAFA (6)
- Afeganistão
- Irã
- Quirguistão
- Tadjiquistão
- Turcomenistão
- Uzbequistão

### EAFF (10)
- China
- Coreia do Norte
- Coreia do Sul
- Guam
- Hong Kong
- Japão
- Macau
- Marianas Setentrionais
- Mongólia
- Taipé Chinês

### SAFF (7)
- Bangladesh
- Butão
- Índia
- Maldivas
- Nepal
- Paquistão
- Sri Lanka

### WAFF(12)
- Arábia Saudita
- Bahrein
- Emirados Árabes Unidos
- Iêmen
- Iraque
- Jordânia
- Kuwait
- Líbano
- Omã
- Palestina
- Catar
- Síria

## Competições
A AFC organiza a Copa da Ásia e a Copa da Ásia Feminina, que são disputadas por seleções e realizadas a cada quatro anos. A AFC também organiza o Campeonato Asiático de Futsal, o Campeonato Asiático de Futsal Feminino, a Taça Asiática de Futebol de Praia, diversos torneios internacionais de futebol em diferentes faixas etárias, torneios juvenis de futsal e o torneio de qualificação asiático para a Copa do Mundo FIFA e para o futebol nos Jogos Olímpicos de Verão.
O torneio de maior prestígio da AFC para clubes de futebol masculino é a Liga dos Campeões da AFC. A competição é uma fusão do Campeonato Asiático de Clubes, da Copa Asiática dos Campeões de Copa e da Supercopa Asiática, reunindo os melhores times dos países mais bem classificados da Ásia (o número de equipes depende do ranking de cada país e pode ser aumentado ou reduzido). O torneio de maior prestígio da AFC para clubes de futebol feminino é a Liga dos Campeões Feminina da AFC, que foi lançada na temporada 2024–25.
O segundo principal torneio masculino é a AFC Champions League Two, enquanto o terceiro principal torneio é a AFC Challenge League, ambos reformulados e rebatizados em 2024.

A AFC organiza anualmente o Campeonato de Clubes de Futsal da AFC, um torneio para clubes de futsal.

### Seleções nacionais
- Masculina
  - Copa da Ásia
  - Campeonato Asiático de Futebol Sub-23
  - Campeonato Asiático de Futebol Sub-19
  - Campeonato Asiático de Futebol Sub-17
  - Jogos Asiáticos de Futebol
  - Futebol nos Jogos Asiáticos da Juventude
  - Campeonato Asiático de Futsal
  - Campeonato Asiático de Futsal Sub-19
  - Futsal nos Jogos Asiáticos Indoor e de Artes Marciais
  - Campeonato Asiático de Futebol de Praia
  - Futebol de praia nos Jogos Asiáticos de Praia
- Feminina
  - Copa da Ásia de Futebol Feminino
  - Copa da Ásia de Futebol Feminino Sub-20
  - Copa da Ásia de Futebol Feminino Sub-17
  - Jogos Asiáticos de Futebol Feminino
  - Campeonato Asiático de Futsal Feminino
  - Futsal Feminino nos Jogos Asiáticos Indoor e de Artes Marciais
- E-sports
  - Copa eÁsia AFC

### Clubes
- Masculina
  - Liga dos Campeões da AFC
  - Copa da AFC
  - AFC Challenge League
  - Campeonato de Clubes de Futsal da AFC
- Feminina
  - Liga dos Campeões Feminina da AFC

## Representantes da AFC na Copa do Mundo
- 1938 -  Índias Orientais Neerlandesas (atual  Indonésia)
- 1954 -  Coreia do Sul
- 1966 -  Coreia do Norte
- 1970 -  Israel*
- 1978 -  Irã
- 1982 -  Kuwait
- 1986 -  Coreia do Sul,  Iraque
- 1990 -  Coreia do Sul,  Emirados Árabes Unidos
- 1994 -  Coreia do Sul,  Arábia Saudita
- 1998 -  Coreia do Sul,  Japão,  Arábia Saudita,  Irã
- 2002 -  Coreia do Sul,  Japão,  Arábia Saudita,  China
- 2006 -  Coreia do Sul,  Japão,  Arábia Saudita,  Irã
- 2010 -  Coreia do Sul,  Japão,  Austrália,  Coreia do Norte
- 2014 -  Coreia do Sul,  Japão,  Austrália,  Irã
- 2018 -  Coreia do Sul,  Japão,  Austrália,  Irã,  Arábia Saudita
- 2022 -  Coreia do Sul,  Japão,  Austrália,  Irã,  Arábia Saudita,  Catar
- 2026 - A definir

(*) Antigo membro

## Participações em copas
- 11 -  Coreia do Sul
- 7 -  Japão
- 6 -  Arábia Saudita,  Irã
- 4 -  Austrália
- 2 -  Coreia do Norte
- 1 -  China,  Emirados Árabes Unidos,  Índias Orientais Neerlandesas,  Iraque,  Israel,  Kuwait,  Catar

## Desempenho de seleções e clubes da AFC em campeonatos internacionais da FIFA, COI e outros

### Entrada da Austrália
Desde 1 de janeiro de 2006, a Austrália faz parte da AFC. Era uma antiga reivindicação dos australianos e que acabou por ser aceita pela FIFA. Portanto, os resultados mais expressivos da Austrália só são considerados a partir de 2006.

### Títulos de seleções
- Copa do Mundo de Futebol Feminino
  - Japão (2011)
- Campeonato Mundial Sub-17
  -  Arábia Saudita (1989)
- Jogos Asiáticos
  - Medalha de ouro -  Coreia do Sul (1970*, 1978**, 1986, 2018);  Irã (1990, 1998, 2002);  Taiwan (1954, 1958);  Myanmar (1966, 1970*);  Índia (1951, 1962);  Coreia do Norte (1978**);  Iraque (1982);  Uzbequistão (1994);  Qatar (2006);  Japão (2010)
- Jogos Asiáticos (futebol feminino)
  - Medalha de ouro -  China (1990, 1994, 1998);  Coreia do Norte (2002, 2006);  Japão (2010)
- Copa do Mundo de Futebol Feminino Sub-20
  -  Coreia do Norte (2006);(2016):Japao (2018)
- Copa do Mundo de Futebol Feminino Sub-17
  -  Coreia do Norte (2008);(2016):  Coreia do Sul (2010): Japão ( 2014)
  - Medalha de ouro -  Japão (1995, 2001, 2005, 2011);  Coreia do Norte (1985);  Coreia do Sul (1991)
- Universíada (futebol feminino)
  - Medalha de ouro -  Coreia do Norte (2003, 2007);  China (1993, 2011);  Coreia do Sul (2009)
- Jogos Mundiais Militares (futebol feminino)
  - Medalha de ouro -  Coreia do Norte (2007)
- Jogos Asiáticos da Juventude
  - Medalha de ouro -  Coreia do Sul (2009, 2013)
- Jogos da Lusofonia
  - Medalha de ouro -  Índia (2014)
 *: Coreia do Sul e Myanmar dividiram a medalha.
 **:  Coreia do Sul e Coreia do Norte  dividiram a medalha.

#### Campanhas de destaque de seleções
- Copa do Mundo
  - 4º lugar -  Coreia do Sul (2002)
- Copa do Mundo de Futebol Feminino
  - 2º lugar -  China (1999)
  - 4º lugar -  China (1995)
- Jogos Olimpicos
  - medalha de bronze -   Japão (1968);  Coreia do Sul (2012)
- Jogos Olímpicos (futebol feminino)
  - medalha de prata -  China (1996);  Japão (2012)
- Copa das Confederações
  - 2º lugar -  Arábia Saudita (1992);  Japão (2001)
  - 4º lugar -  Arábia Saudita (1999)
- Jogos Asiáticos
  - medalha de prata -  Coreia do Sul (1954, 1958, 1962);  Irã (1951, 1966);  Kuwait (1982, 1998);  Israel (1974);  Arábia Saudita (1986);  Coreia do Norte (1990);  China (1994);  Japão (2002);  Iraque (2006);  Emirados Árabes Unidos (2010)
  - medalha de bronze -  Coreia do Sul (1990, 2002, 2010);  Japão (1951, 1966);  Malásia (1962, 1974);  China (1978, 1998);  Kuwait (1986, 1994);  Myanmar (1954);  Indonésia (1958);  Índia (1970);  Arábia Saudita (1982);  Irã (2006)
- Jogos Asiáticos (futebol feminino)
  - Medalha de prata -  Japão (1990, 1994, 2006);  Coreia do Norte (1998, 2010);  China (2002)
  - medalha de bronze -  Japão (1998, 2002);  Coreia do Norte (1990);  Taiwan (1994);  China (2006);  Coreia do Sul (2010)
- Campeonato Mundial Sub-20
  - 2º lugar -  Qatar (1981)
  - 4º lugar -  Coreia do Sul (1983)
- Campeonato Mundial Sub-17
  - 4º lugar -  Bahrein (1989);  Qatar (1991);  Omã (1995)
- Copa do Mundo de Futebol de Areia
  - 4º lugar -  Japão (2005***)
- Torneio Bicentenário da Austrália
  - 4º lugar -  Arábia Saudita (1988)
- Copa do Mundo de Futebol Feminino Sub-20
  - 2º lugar -   China (2004, 2006);  Coreia do Norte (2008)
  - 3º lugar -  Coreia do Sul (2010)
- Copa do Mundo de Futebol Feminino Sub-17
  - 2º lugar -  Japão (2010)
  - 4º lugar -  Coreia do Norte (2010)
- Universíada
  - medalha de prata -  Coreia do Sul (1987, 1993, 1995, 1997)
  - medalha de bronze -  China (1985);  Coreia do Norte (1987);  Coreia do Sul (2001);  Tailândia (2007);  Japão (2009)
- Universíada (futebol feminino)
  - medalha de prata -  Japão (2003, 2009, 2011);  Coreia do Sul (2001);  China (2005);
  - medalha de bronze -  China (2003);  Japão (2005)
- Jogos da Boa Vontade (futebol feminino)
  - medalha de prata -  China  (1998)
- Jogos Olímpicos da Juventude (masculino)
  - medalha de bronze:  Singapura (2010)
- Jogos Mundiais Militares
  - Medalha de bronze -  Coreia do Norte (2007)
- Jogos Asiáticos da Juventude
  - medalha de prata -  Coreia do Norte (2009);  Irã (2013)
  - medalha de bronze -  Irã (2009);  Coreia do Norte (2013)
- Jogos da Lusofonia
  - medalha de bronze -  Sri-Lanka (2014)
- Jogos da CPLP
  - medalha de prata -  Timor Leste (2012)

***: Organizado pela FIFA

## Títulos de clubes
- Copa Suruga Bank
  - FC Tokyo (2010);  Júbilo Iwata (2011);  Kashima Antlers (2012 e 2013);  Kashiwa Reysol (2014);  Urawa Red Diamonds (2017);
- Campeonato Pan-Pacífico
  -  Gamba Osaka (2008);  Suwon Samsung Bluewings (2009)

### Campanhas de destaque de clubes
- Copa do Mundo de Clubes da FIFA****
  - 2º lugar -  Kashima Antlers (2016);  Al-Ain (2018);
  - 3º lugar -  Urawa Red Diamonds (2007);  Gamba Osaka (2008);  Pohang Steelers (2009),  Al-Sadd (2011)
  - 4º lugar -  Al-Ittihad (2005);  Seongnam (2010);  Kashiwa Reysol (2011);  Guangzhou Evergrande (2013);  Al-Jazira Club (2017);  Al-Hilal (2019).
  - 5º lugar -  Jeonbuk (2006);  Adelaide United (2008);  Sanfrecce Hiroshima (2012)
  - 6º lugar -  Al Nassr (2000);  Al-Wahda (2010);  Ulsan Hyundai (2012);  Western Sydney Wanderers (2014)
  - 7º lugar -  Al-Ahli (2009)
- Campeonato Pan-Pacífico
  - 3º lugar -  Oita Trinita (2009)
  - 4º lugar -  Sydney FC (2008);  Shandong Luneng Taishan FC (2009)

****: Ao vencer a Liga dos Campeões da AFC em 2000, o Al-Hilal, da Arábia Saudita, ganhou o direito de disputar o Mundial de Clubes da FIFA de 2001. Porém, com a falência da ISL, empresa de marketing esportivo que, na ocasião, era parceira da FIFA, o campeonato foi cancelado e o Al-Hilal perdeu a chance de participar dessa competição.